# Szunele
Szunele (lit. Šuneliai) – kolonia na Litwie, w okręgu wileńskim, w rejonie wileńskim, w gminie Podbrzezie.

## Historia
W dwudziestoleciu międzywojennym folwark, wieś i dwa zaścianki leżące w Polsce, w województwie wileńskim, w powiecie wileńsko-trockim, w gminie Podbrzezie. W 1931 miejscowość liczyła:
- folwark Szunele – 12 mieszkańców, zamieszkałych w 1 budynku,
- wieś Szunele – 32 mieszkańców, zamieszkałych w 4 budynkach,
- zaścianek Szunele I – 6 mieszkańców, zamieszkałych w 1 budynku,
- zaścianek Szunele II – 7 mieszkańców, zamieszkałych w 2 budynkach[2].

Po II wojnie światowej w granicach Związku Sowieckiego. Od 1991 na niepodległej Litwie.